# Prosa poética
A prosa poética é prosa que quebra algumas das regras normais da mesma para atingir uma imagem mais formal e sofisticada ou uma maior transição emocionalmente tensa.
Como forma poética específica, a prosa poética originou-se no século XIX na França. A prosa francesa era atingida por leis tão restritas que quebrando-as era possível criar novas leis que poderiam ser vistas como poesia em prosa. Assim, o poesia em prosa é considerada por muitos críticos como uma primeira quebra de leis, vontade de expressão. A poesia moderna, aconteceu quando poetas se revoltam contra a obrigatoriedade de um código de escrita, o verso, para chegar-se a definição de poesia, propondo o que foi considerado por muitos uma fusão entre gêneros, ou um novo gênero.
Poetas como Charles Baudelaire, Arthur Rimbaud e Stephane Mallarmé são considerados alguns dos fundadores desta forma de poesia. Porém, o século XVIII já havia produzido outros poemas em prosa, que exploravam o ritmo musical e harmonioso das frases e parágrafos. Quando Baudelaire escreve sem nenhum ritmo um texto e o intitula de poema, coloca em questão a própria definição de poesia. 